# 塩化鉄(II)
塩化鉄(II)（えんかてつ(II)、Iron(II) chloride）は、組成式 FeCl2の無機化合物である。かつては塩化第一鉄（えんかだいいちてつ、ferrous chloride）と呼ばれた。水に易溶で溶解度は64.4 g/100 mL (10℃)、105.7 g/100 mL (100℃)である。潮解性がありエタノールにも可溶である。無水物は淡黄色粉末で、四水和物は黄緑色をしている。溶液を空気に放置すると酸素により酸化され塩化鉄(III)に変化する。植物染料の媒染剤として用いる。

## 合成
塩化鉄(II)は鉄と塩化水素との反応で得られる。これはハロゲン化金属の典型的な製法である。
{\displaystyle {\ce {Fe\ + 2HCl -> FeCl2\ + H2}}}
塩化鉄(II)の合成には濃塩酸のメタノール溶液を使った方法がよく使われている。この反応では錯塩 [Fe(MeOH)6]Cl2が生成し、これを真空状態で160℃まで加熱すると純粋なFeCl2が得られる。臭化鉄(II)[FeBr2]とヨウ化鉄(II)[FeI2]も同じような方法で作ることができる。
また、塩化鉄(III)とクロロベンゼンから塩化鉄(II)を合成する方法もある。
{\displaystyle {\ce {2FeCl3\ + C6H5Cl -> 2FeCl2\ + C6H4Cl2\ + HCl}}}